# Grotte de l'Amitié
La grotte de l'Amitié (en ukrainien : Дружба (печера)) est une grotte de  l'oblast de Transcarpatie. Longue de un kilomètre, elle a un dénivelé de quarante six mètres.
Elle est classée, est un site RAmsar et WDPA.